# Tomasz Sieradz
Tomasz Sieradz (ur. 20 marca 1965 w Warszawie) – polski samorządowiec, urzędnik samorządowy i państwowy, w latach 1999–2002 wiceprezydent Warszawy, w latach 2002–2003 burmistrz Ursynowa, w latach 2003–2006 członek zarządu województwa mazowieckiego.

## Życiorys
Absolwent Wydziału Elektrycznego Politechniki Warszawskiej. Kształcił się podyplomowo na Wydziale Prawa i Administracji Uniwersytetu Warszawskiego oraz w Szkole Głównej Handlowej. Od 1993 do 1999 pracował na stanowiskach kierowniczych w Ministerstwie Transportu i Gospodarki Morskiej oraz Ministerstwie Łączności. Przez kilka lat zatrudniony w sektorze prywatnym.
Zaangażował się w działalność polityczną w ramach Zjednoczenia Chrześcijańsko-Narodowego, później przeszedł do Platformy Obywatelskiej. W latach 1999–2002 zajmował stanowisko wiceprezydenta Warszawy z rekomendacji ZChN. W 2002 uzyskał mandat radnego sejmiku mazowieckiego, jednocześnie został burmistrzem stołecznej dzielnicy Ursynów (do 2003). 20 października 2003 powołany na stanowisko członka zarządu województwa (po odwołaniu Pawła Zalewskiego). Zakończył pełnienie funkcji wraz z zarządem 24 listopada 2006, nie ubiegając się o reelekcję w wyborach w tym roku. Później zatrudniony jako członek zarządu Mazowieckiego Regionalnego Funduszu Pożyczkowego i następnie prezes Centrali Nasiennej.
W 2010, 2014 i 2018 wybierany do rady dzielnicy Ursynów. W 2011 został dyrektorem Wojewódzkiego Urzędu Pracy w Warszawie, działa również jako ekspert oceniający projekty dofinansowywane ze środków unijnych. W 2014 był kandydatem PO na burmistrza dzielnicy, jednak nie objął stanowiska pomimo zwycięstwa partii.
Otrzymał Brązowy (1994) i Srebrny (2014) Krzyż Zasługi.